# Letterbox und Pillarbox

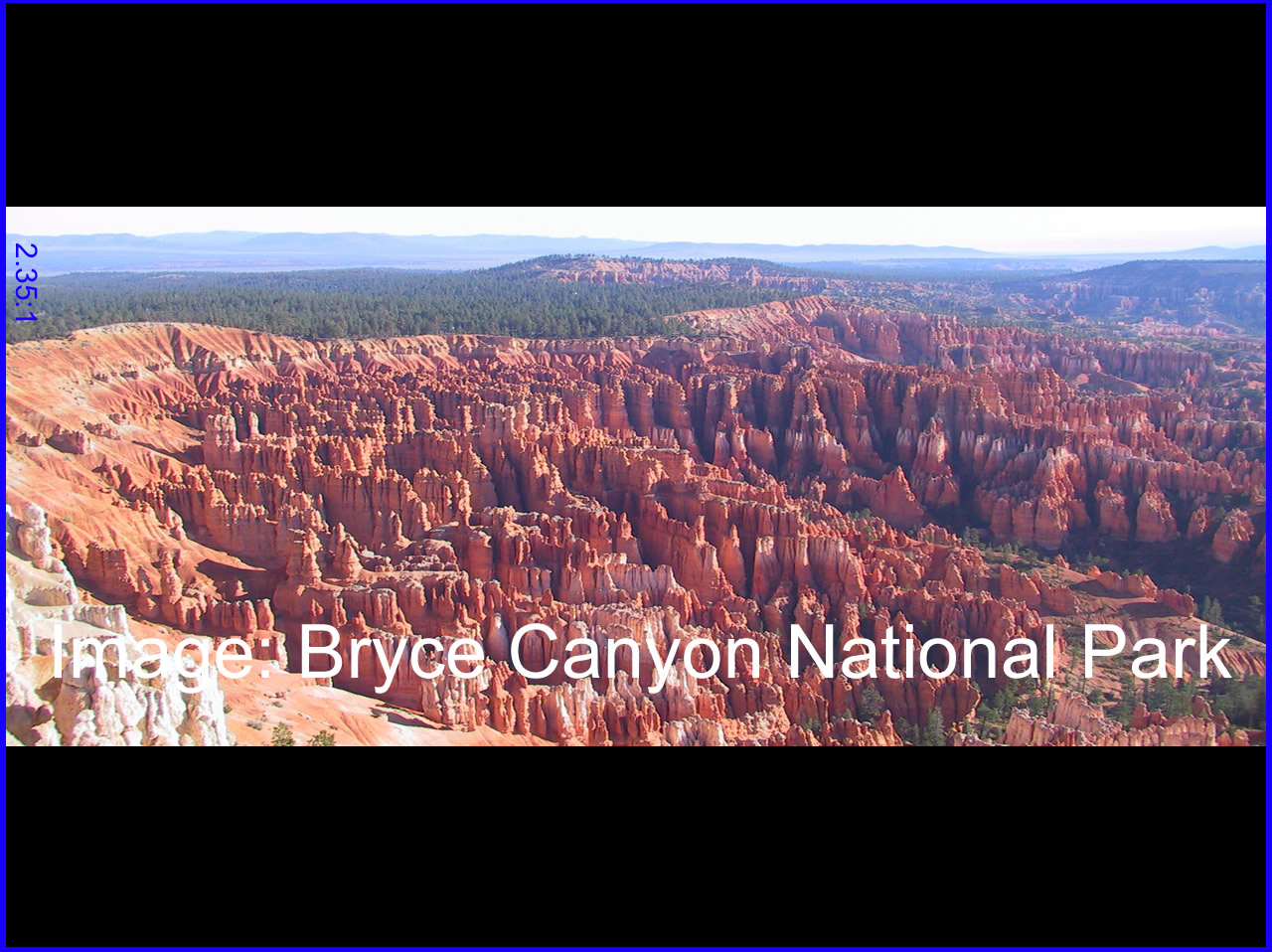
Beispiel für ein Letterbox-Bild

Letterbox und Pillarbox bezeichnen Verfahren in der Bildverarbeitung und Videotechnik, bei denen einem Bild meist schwarze Ränder hinzugefügt werden. Ziel ist die Anpassung des Seitenverhältnisses eines Bilds, z. B. an das Seitenverhältnis eines Bildschirms. Bei der Letterbox erscheinen am oberen und unteren Rand Balken. Die andere Richtung heißt Pillarbox; die Balken sind rechts und links vorhanden, wie z. B. bei der Umwandlung eines Bilds von 4:3 nach 16:9. Diese Verfahren dienen als Alternative zur nicht proportionalen Verzerrung des Bilds.

## Namensgebung
Der Name „Letterbox“ bezieht sich auf die Form der Öffnungen von Briefkästen. Der Name „Pillarbox“ leitet sich von den in Großbritannien üblichen säulenartigen Briefkästen ab.

## Pillarbox im deutschen Fernsehen
Während des HDTV-Simulcast-Testbetriebes von ProSieben wurde mit Ausnahme der angekündigten hochaufgelösten Filme das normale SDTV-Signal von 720×576 (4:3) Bildpunkten auf HDTV-Auflösung von 1920×1080 (16:9) Bildpunkten hochskaliert. Dabei wurden die Filme im 4:3-Format und selbst die Filme in 16:9 inklusive Letterbox auf 1440×1080 Bildpunkte hochskaliert und dann mit den Pillarbox-Balken auf eine Auflösung von 1920×1080 gebracht. Beim inzwischen eingestellten Regelbetrieb von Sat.1 HD und ProSieben HD ab 26. Oktober 2005 wurde wieder Pillarboxing angewendet, aber die ungenutzten Pillarbox-Balken durch Zusatzinformationen angereichert.